# Collar
|  | Aquest article tracta sobre el terme financer. Si cerqueu la joia que es posa al coll, vegeu «collaret». |

En finances el collar és un instrument de cobertura que s'utilitza, en els préstecs amb interès variable, per limitar el risc de pujada del tipus d'interès entre dues bandes. El collar és una operació en què es combinen dues figures o contractes el cap i el floor. El resultat d'aquests contractes és que el prestatari es garanteix el pagament d'un tipus d'interès que oscil·la entre un mínim i un màxim que figuren en els contractes subscrits, a canvi del pagament d'una prima.

## Cap
Quan alguna persona o entitat sol·licita un préstec a tipus d'interès variable corre un risc per la pujada possible del tipus d'interès, aquest risc es denomina risc de tipus d'interès. Si l'empresa vol evitar les possibles pujades del tipus, pot adquirir un denominat cap (sostre o límit superior) que és un acord pel qual el prestatari assegura el tipus d'interès màxim que pagarà en un préstec, a canvi el prestatari ha de pagar un prima a l'entitat amb la que contracta el cap.

## Floor
El floor (sòl) funciona de manera inversa al cap.
Quan algú realitza una inversió o dipòsit que rep una remuneració variable dependent d'un índex de tipus com pot ser l'euríbor, corre també un risc, en aquest cas que el tipus d'interès descendeixi i vegi disminuïda la seva rendibilitat.
L'inversor pot adquirir un floor, pel qual contracta amb una entitat, que si el tipus d'interès baixa per sota d'un límit mínim rebrà una determinada quantitat a canvi haurà de pagar una prima o preu per aquest assegurament.

## Combinació de cap i floor
El collar és una forma de disminuir per a un prestatari, el risc de canvi de tipus d'interès d'una manera més limitada que amb un cap, però també més barata. En el collar, el prestatari adquireix un cap però alhora ven un floor.
D'aquesta manera:
- Si el tipus d'interès supera la barrera marcada cobrarà pel cap comprat i no haurà de pagar res pel floor venut.
- Si el tipus d'interès es mou entre el límit màxim i mínim dels dos contractes, ni cobrarà res ni pagarà res per aquests contractes.
- Si l'interès baixa per sota del límit que conté el contracte de floor, llavors haurà de pagar per aquest contracte fins al mínim establert.

D'aquesta manera succeeix que quan el tipus és alt, la càrrega d'interès es veu rebaixada pel que cobra del cap, i quan l'interès és baix, encara que la càrrega d'interessos es rebaixa, però en afegir els pagaments del floor es paga el mínim pactat.
L'efecte d'aquestes dues operacions contràries, abarateix el cost de l'operació, però elimina la possibilitat de beneficiar-se d'una caiguda dels tipus d'interès per sota del mínim pactat en el floor.

## Cost del collar
El cost que té el prestatari és la diferència entre la prima que paga pel cap i la prima que rep pel floor. Hi ha collar de cost nul en què la prima cobrada pel floor és igual a la pagada pel cap, tot dependrà dels límit que s'hagin fixat en els contractes pactats.

## Exemple
L'empresa QQQ sol·licita un préstec d'un milió d'euros, el tipus d'interès que pagarà cada any serà l'euribor.
Per limitar el tipus que vol pagar contracta un cap, amb un subjacent d'un milió d'euros, amb límit del 8%, pel qual pagarà una prima de 8.000  i alhora ven un floor amb tipus d'interès mínim del 2%, pel qual cobra 2.000 . Veurem el que passa amb les possibles oscil·lacions del tipus d'interès al cap d'un any:
| Euribor | Interès pagat al banc | Cobrament pel cap | Pagament pel floor | Total pagat - total cobrat |
| ------- | --------------------- | ----------------- | ------------------ | -------------------------- |
| 10%     | 100.000               | 20.000            | 0                  | 80.000                     |
| 9%      | 90.000                | 10.000            | 0                  | 80.000                     |
| 8%      | 80.000                | 0                 | 0                  | 80.000                     |
| 7%      | 70.000                | 0                 | 0                  | 70.000                     |
| 3%      | 30.000                | 0                 | 0                  | 30.000                     |
| 2%      | 20.000                | 0                 | 0                  | 20.000                     |
| 1%      | 10.000                | 0                 | 10.000             | 20.000                     |

El resultat és que l'empresa QQQ ha pagat una prima neta 6.000  (8000-2000) ia canvi s'ha garantit que els interessos que ha pagat durant aquest any han oscil·lat entre el 2% i el 8%. A canvi com ja es va esmentar anteriorment no s'ha beneficiat de la baixada dels tipus d'interès per sota del 2%.